# Caprivijev pas
Caprivijev pas, znan tudi preprosto kot Caprivi, je geografski ožina, ki štrli iz severovzhodnega vogala Namibije. Na jugu meji na Bocvano, na severu pa na Angolo in Zambijo. Namibija, Bocvana in Zambija se srečajo na eni točki na vzhodni konici pasu, ki je oddaljena le 150 m od Zimbabveja, s čimer skoraj tvorijo kvadritočko. Bocvana in Zambija si delita 150 metrov dolgo mejo pri prehodu Kazungula.
Ozemlje je leta 1890 pridobila takratna Nemška Jugozahodna Afrika, da bi si zagotovila dostop do reke Zambezi in posledično pot do vzhodne obale celine in Nemške Vzhodne Afrike. Kasneje se je izkazalo, da pot ni plovna zaradi lege Viktorijinih slapov, enega največjih slapov na svetu, približno 65 kilometrov vzhodno od Caprivijevega pasu in zaradi več slapov dolvodno, kot sta soteska Kariba in Cahora Bassa.
Znotraj Namibije je ozemlje upravno razdeljeno na regijo Kavango East in Zambezi. Prečka ga reka Okavango. Reka Cuando tvori del meje z Bocvano, reka Zambezi pa del meje z Zambijo. Širina ozemlja se giblje od približno 32 km do 105 km. Največje naselje je Katima Mulilo, ki je na izlivu reke Zambezi v ozemlje.

## Toponim
Ko je bila Namibija nemška kolonija, je bil Caprivijev pas v nemščini znan kot Caprivizipfel. Pred kolonizacijo je bil znan kot Itenge. Med kratkotrajnim poskusom odcepitve okoli leta 2000 so separatisti uporabljali ime Itenge. Včasih se imenuje tudi Okavango Panhandle.

## Jeziki
Prebivalci Caprivijevega pasu govorijo številne afriške jezike, večinoma člane bantujske jezikovne družine, z govorci mbarakwena [Xu-Khoisan], hukwe in san jezikov na severozahodu pasu blizu meje z Angolo. Bantujski jeziki vključujejo yeyi (ali 'Yei' ali 'Yeeyi'), mbukushu, gciriku (ali 'Dciriku'), fwe, totela in subiya. Jezik silozi je lingua franca v pasu Caprivi, zlasti v Katima Mulilo, kjer nekateri prebivalci govorijo lozi, jezik zahodne Zambije, kot lingua franca. Mnogi govorijo tudi angleško, medtem ko je afrikanščina skoraj izginila.

## Naravne značilnosti
Območje je bogato z divjimi živalmi in ima mineralne vire. Za namibijsko vlado je še posebej zanimivo, da omogoča dostop do reke Zambezi in je s tem potencialna trgovska pot do vzhodne obale Afrike. Vendar pa so muhavost rečne gladine, različne brzice, prisotnost Viktorijinih slapov dolvodno in nenehna politična negotovost v regiji otežili takšno uporabo Caprivijevega pasu. Vendar pa bi ga v prihodnosti lahko uporabili za ekoturizem.
V Namibiji Caprivijev pas zagotavlja pomemben habitat za kritično ogroženega afriškega hijenskega psa (Lycaon pictus). Je koridor za afriškega slona, ki se premika iz Bocvane in Namibije v Angolo, Zambijo in Zimbabve. Narodni parki v Caprivijevem pasu so narodni park Bwabwata, narodni park Mudumu in narodni park Nkasa Rupara. Lokalne skupnosti so se organizirale v skupnostne rezervate in skupnostne gozdove. Ljudje tesno sodelujejo z namibijsko vlado pri skupnem upravljanju naravnih virov prek več programov, ki so jih vzpostavili namibijska vlada in različni donatorji.

## Zgodovina
Caprivi je bil poimenovan po kanclerju nemškega rajha Leu von Capriviju (na položaju 1890–1894), ki se je leta 1890 pogajal o pridobitvi zemljišča v menjavi z Združenim kraljestvom. Caprivi je uredil priključitev Caprivijevega pasu k Nemški jugozahodni Afriki, da bi Nemčiji omogočil dostop do reke Zambezi in pot do vzhodne obale Afrike, kjer je ležala kolonija Nemška vzhodna Afrika (danes del Tanzanije). Prenos ozemlja je bil del pogodbe Heligoland-Zanzibar iz leta 1890, v kateri se je Nemčija odpovedala svojemu interesu na Zanzibarju v zameno za območje Caprivi in otok Heligoland v Severnem morju.
Reka se je kasneje izkazala za neplovno in nedostopno iz Indijskega oceana zaradi lege Viktorijinih slapov in drugih slapov, kar je bilo britanski strani verjetno že znano med pogajanji. Caprivi je bil v deževnem obdobju oddaljen in nedostopen, Nemci pa ga niso uporabljali. Potem ko je bila odprava za pridobivanje mineralov leta 1909 neuspešna, je Nemčija razmišljala o zamenjavi pasu za kakšno drugo britansko ozemlje, kot je Walvis Bay. Ko so Britanci leta 1910 to ozemlje prenesli na Kapsko kolonijo, je Nemčija ostala pri Capriviju do konca svoje kolonialne zgodovine.
Leta 1976 je južnoafriška uprava ustanovila samoupravno vzhodno domovino Caprivi z lastno zastavo, himno in grbom. Ostala je pod neposrednim dejanskim nadzorom južnoafriške vlade v Pretorii do leta 1980, ko je bila njena uprava prenesena na upravo Jugozahodne Afrike v Windhoeku.
Konec 20. stoletja je Caprivijev pas pritegnil pozornost, ko sta Namibija in Bocvana pred Mednarodnim sodiščem vložili dolgoletni spor glede njegove južne meje. Jedro ozemeljskega spora se je nanašalo na to, kateri kanal reke Chobe (Cuando) je talveg, veljavna mednarodna meja. To je bilo pomembno, saj bi glede na odločitev velik otok (znan kot Kasikili ali Sedudu, v Namibiji oziroma Bocvani) spadal na ozemlje ene ali druge države. Bocvanska vlada je otok obravnavala kot sestavni del narodnega parka Chobe, medtem ko so namibijska vlada in številni prebivalci vzhodnega Caprivijevega pasu menili, da otok ni bil le del prvotnega nemško-britanskega sporazuma, ampak so ga generacije prebivalcev uporabljale za sezonsko pašo, nabiranje trstičja in kot grobišče. Decembra 1999 je Mednarodno sodišče razsodilo, da glavni kanal in s tem mednarodna meja ležita severno od otoka, s čimer je otok postal del Bocvane.

## Politika
Caprivijev pas ima politično-strateški vojaški pomen. Med rodezijsko Bushevsko vojno (1964–1979), osvobodilno vojno Jugozahodnoafriške ljudske organizacije in Afriške nacionalne zveze Caprivi (CANU) proti južnoafriški okupaciji (1965–1994) ter angolsko državljansko vojno (1975–2002) je bil v pasu nenehne vojaške akcije in številni vdori različnih oboroženih sil, ki so ga uporabljale kot koridor za dostop do drugih ozemelj.

### Spopad v Capriviju
Spopad v Capriviju je vključeval oborožen spopad v Namibiji med Caprivijsko osvobodilno vojsko (CLA), uporniško skupino, ki si je prizadevala za odcepitev Caprivijevega pasu pod vodstvom Mishakeja Muyonga in namibijsko vlado. Njegov glavni izbruh se je zgodil 2. avgusta 1999, ko je CLA izvedla napad v Katima Mulilo, zasedla državno radijsko postajo in napadla policijsko postajo, mejni prehod Wenela in vojaško oporišče. Namibijske oborožene sile so poskus odcepitve v nekaj dneh zatrle.